# Basilica di San Domenico Maggiore
La basilica di San Domenico Maggiore è una chiesa monumentale di Napoli sita in posizione pressoché centrale rispetto al decumano inferiore, nella piazza omonima.
Voluta da Carlo II d'Angiò ed eretta tra il 1283 e il 1324, divenne la casa madre dei domenicani nel regno di Napoli e chiesa della nobiltà aragonese.
La basilica, tipico esempio di architettura gotico-angioina, assieme al suo adiacente convento, costituisce uno dei più importanti complessi religiosi della città, sia sotto il profilo storico che artistico e culturale.

## Storia
Nel 1231 i domenicani, con a capo Fra Tommaso Agni da Lentini, giunsero a Napoli e non disponendo di una sede propria si stabilirono nell'antico monastero della chiesa di San Michele Arcangelo a Morfisa, gestita dai padri benedettini, prendendone possesso.
La consacrazione della basilica a San Domenico avvenne nel 1255 per volere di papa Alessandro IV, come attestato da una lapide posta alla destra dell'ingresso principale. La costruzione della basilica fu voluta da re Carlo II per un voto fatto alla Maddalena durante la prigionia patita nel periodo dei vespri siciliani. La prima pietra fu posta il 6 gennaio del 1283, con i lavori che si protrassero sino al 1324, seguiti nella fase definitiva dagli architetti francesi Pierre de Chaul e Pierre d'Angicourt.
La basilica fu eretta secondo i classici canoni del gotico, con tre navate, cappelle laterali, ampio transetto e abside poligonale, e fu realizzata in senso opposto alla chiesa preesistente, vale a dire con l'abside rivolta verso la piazza, alle cui spalle fu aperto un ingresso secondario durante il periodo aragonese.
Nel corso dei secoli importanti personalità hanno avuto legami con il complesso; vi insegnò infatti san Tommaso d'Aquino, la cui cella è tutt'oggi visitabile nell'edificio, mentre tra gli alunni illustri si ricordano su tutti i filosofi Giovanni Pontano, Giordano Bruno e Tommaso Campanella.

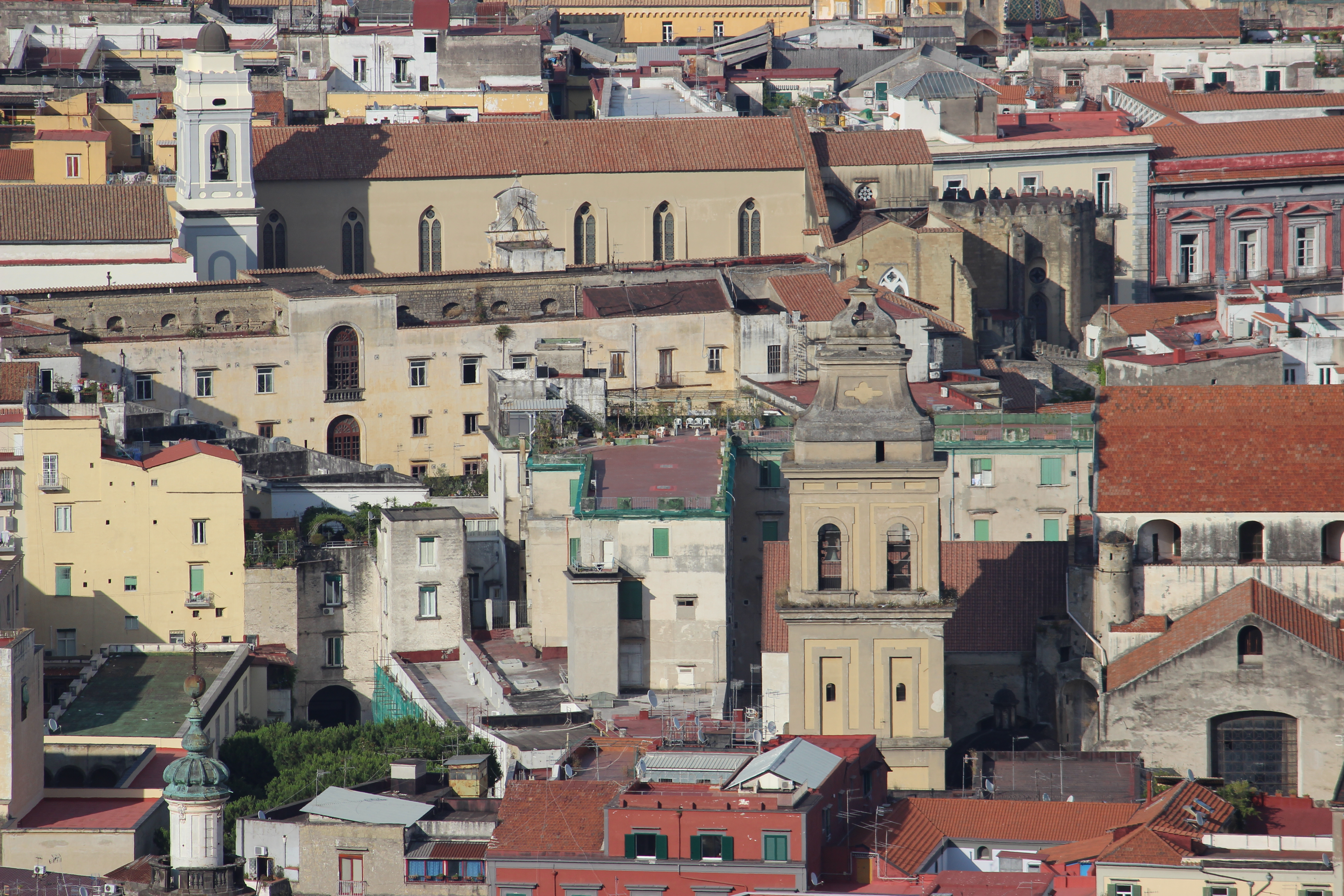
Il convento visto da San Martino

Numerosi interventi succedutisi nei secoli ne hanno alterato la struttura e le originarie forme gotiche: nel periodo rinascimentale terremoti e incendi avviarono i primi rifacimenti; nonostante tutto nel 1536 Carlo V ricevette accoglienza nel tempio. Ancora più incisivi furono i rifacimenti barocchi del Seicento, tra i quali spiccano la sostituzione del pavimento con quello progettato da Domenico Antonio Vaccaro, poi completato nel XVIII secolo.
Con l'avvento a Napoli di Gioacchino Murat il complesso fu destinato tra il 1806 e il 1815 ad opera pubblica, provocando in questo modo danni alla biblioteca e al patrimonio artistico. Un tentativo di ripristino invece fu messo in atto con i restauri ottocenteschi di Federico Travaglini, che tuttavia portarono ad un complessivo snaturamento dell'originale spazialità della basilica.
Ulteriori danni furono subiti dal complesso durante il periodo della soppressione degli ordini religiosi, quando i padri domenicani dovettero nuovamente abbandonare il convento (1865-1885) a causa di alcuni riadattamenti discutibili che si intese dare alle strutture (palestre, istituti scolastici, ricovero per mendicanti e sede del tribunale).
Nel febbraio del 1921 papa Benedetto XV elevò la chiesa al rango di basilica minore.
I restauri del 1953 eliminarono i segni dei bombardamenti del 1943, ripristinando il soffitto a cassettoni, i tetti, le balaustre delle cappelle, la pavimentazione e l'organo settecentesco e riportando alla luce anche gli affreschi del Cavallini, mentre interventi più recenti (1991) si sono avuti sulla scala esterna in piperno e sulla porta marmorea.

## Convento

### Planimetria complesso

Pianta del complesso:
██ Museo San Domenico Maggiore (DOMA)
██ Chiostro delle Statue
██ Polisportiva A.S.D. Virtus Partenopea
██ I.S.I.S. "Alfonso Casanova"
██ Altri usi

L'accesso al convento è su vico san Domenico, accanto a quello che è di fatto l'ingresso principale della basilica. Restaurato nel 2012 in rispetto alle forme dategli dall'architetto Francesco Antonio Picchiatti durante i lavori di rifacimento eseguiti verso la fine del XVII secolo, il convento si sviluppa su tre piani: a quello di terra si affacciano il chiostro delle statue e la sala di insegnamento di san Tommaso D'Aquino, al primo, invece, la biblioteca, il refettorio, la sala del Capitolo e quella di San Tommaso, nei due superiori invece sono collocati gli ambienti privati dei frati domenicani.
I chiostri di San Domenico Maggiore in origine erano tre, tali da rendere il complesso talmente tanto esteso da arrivare fino a via San Sebastiano, quasi nei pressi di Santa Chiara. Dei tre chiostri tuttavia però solo uno è rimasto di competenza del complesso religioso: il seicentesco chiostro piccolo (o delle statue). Il chiostro di san Tommaso invece è divenuto sede di una palestra comunale mentre quello grande, che un tempo ospitava la sala in cui ha vissuto Giordano Bruno, è sede del liceo Casanova.

### Piano terra
Una volta entrati nell'edificio, il primo ambiente visibile a destra è l'antica sala in cui insegnava San Tommaso, oggi utilizzata ancora per alcune lezioni di teologia, caratterizzata dalla conservazione di diversi libri storici, da un pregevole pavimento maiolicato e da un affresco di Michele Ragolia nella facciata. Immediatamente fuori la sala, al lato è un'incisione che ricorda qual era il compenso dovuto al santo per le sue lezioni: un'oncia d'oro al mese.
Immediatamente dopo l'ambiente un corridoio conduce al piccolo chiostro delle statue, detto così per la presenza di quattro statue provenienti dalla chiesa di San Sebastiano, attraverso il quale è possibile raggiungere la monumentale scala in piperno che porta ai livelli superiori.

### Primo piano
Al primo piano sono disposte alcune delle più importanti sale dell'antico convento: le celle dei domenicani, tra cui quella di San Tommaso d'Aquino, due refettori, la sala del Capitolo ed infine la biblioteca storica.

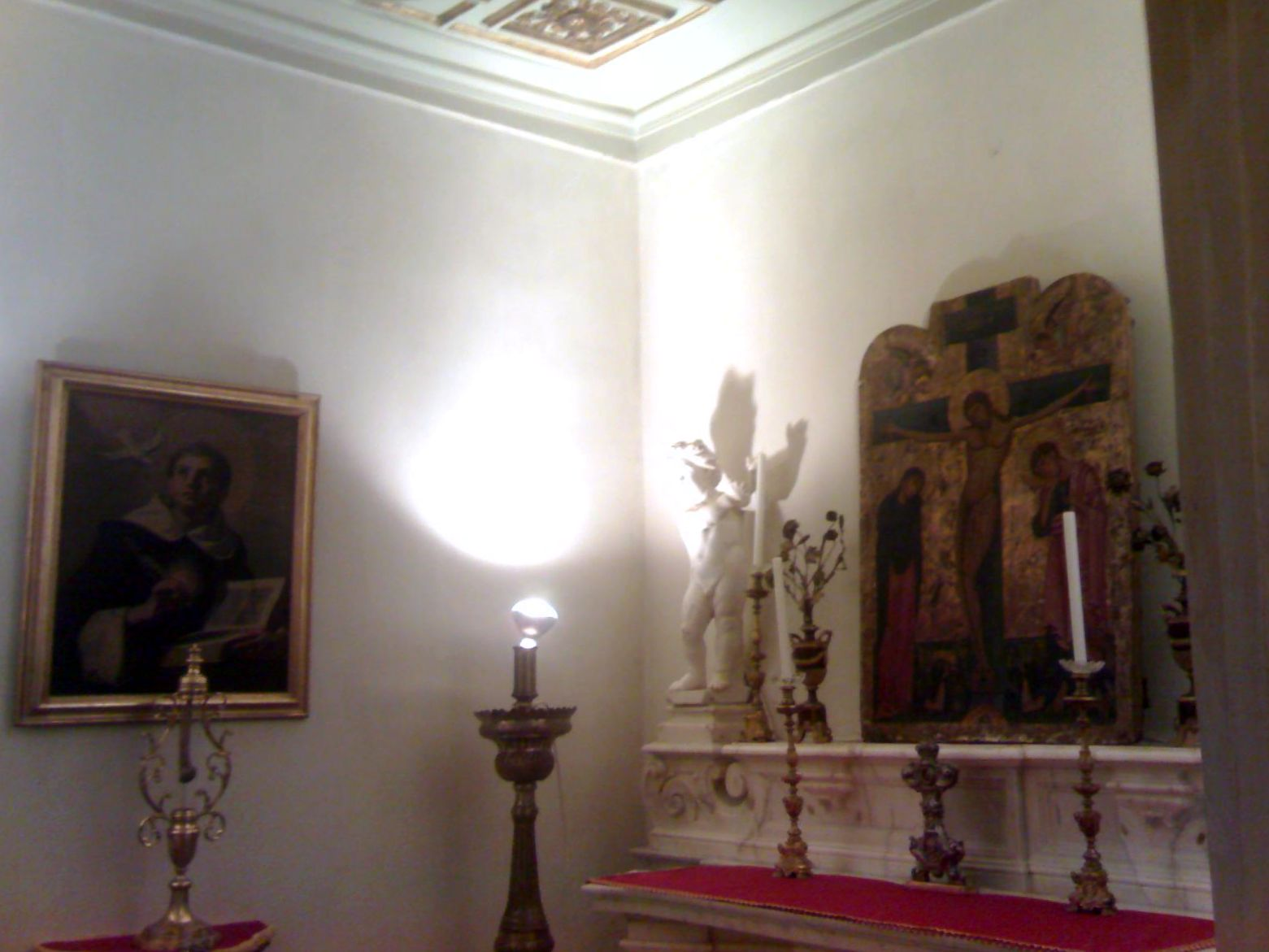
Sala di san Tommaso d'Aquino: sulla destra l'originale dipinto duecentesco della Crocefissione, noto per aver parlato a san Tommaso

La stanza di san Tommaso d'Aquino, il cui ingresso monumentale è caratterizzano da un mezzo busto raffigurante San Tommaso, opera di Matteo Bottiglieri, è formata da soli due ambienti, dentro i quali il santo viveva la sua vita conventuale, eseguiva i suoi ricevimenti con gli studenti e svolgeva i suoi studi liturgici: queste funzioni le fece nell'ultimo periodo della sua vita, tra il 1272 ed il 1273. Dopo la partenza di san Tommaso, l'ambiente fu trasformato in cappella con la conseguente aggiunta marmorea del portale esterno.
Sopra l'altare è posto l'originale dipinto duecentesco della Crocefissione, quello, secondo la tradizione, che Tommaso avrebbe pregato e con il quale avrebbe parlato, sollevato in aria, che era dal 1753 nel cappellone del Crocifisso della basilica stessa. Il restauro eseguito tra 2017 e 2018 ha confermato la grande raffinatezza ed eleganza e l'alta qualità della tavola, che mostra un'elegante linearismo unito ad una gamma cromatica luminosa e ricercata, è riferibile ad un maestro campano o comunque meridionale che mostra influssi orientali ed è databile al terzo quarto del XIII secolo.
A lato di essa è una reliquia contenente un osso di Tommaso (un omero), donato al convento dai frati domenicani di Tolosa, dove san Tommaso è sepolto. Nella sala accanto invece sono infine arredi sacri, la scrivania e la sedia utilizzata dal santo, alcuni libri storici e una pagina di un'opera scritta di pugno da san Tommaso.
I refettori, uno grande e uno piccolo, vennero eretti tra il 1668 ed il 1672 durante i lavori di ampliamento e ristrutturazione avviati su volontà di Tommaso Ruffo, duca di Bagnara, sugli spazi che occupava prima l'infermeria. Nel grande refettorio oggi sostanzialmente rimangono dell'antico ambiente i due affreschi posti nelle pareti di fondo. In quella anteriore è presente un'opera eseguita negli elementi prospettici di contorno da Arcangelo Guglielmelli, mentre nell'Ultima cena posta al centro, l'attribuzione cade su Domenico Antonio Vaccaro e nell'Andata al calvario, posta come elemento di sfondo, l'attribuzione ricade a un autore del XIX secolo. Nella controfacciata è invece presente il San Tommaso in preghiera di fronte al crocefisso firmato e datato 1727 da Antonio Rossi d'Aversa. Gli arredi interni invece furono dispersi nel corso degli ultimi secoli.

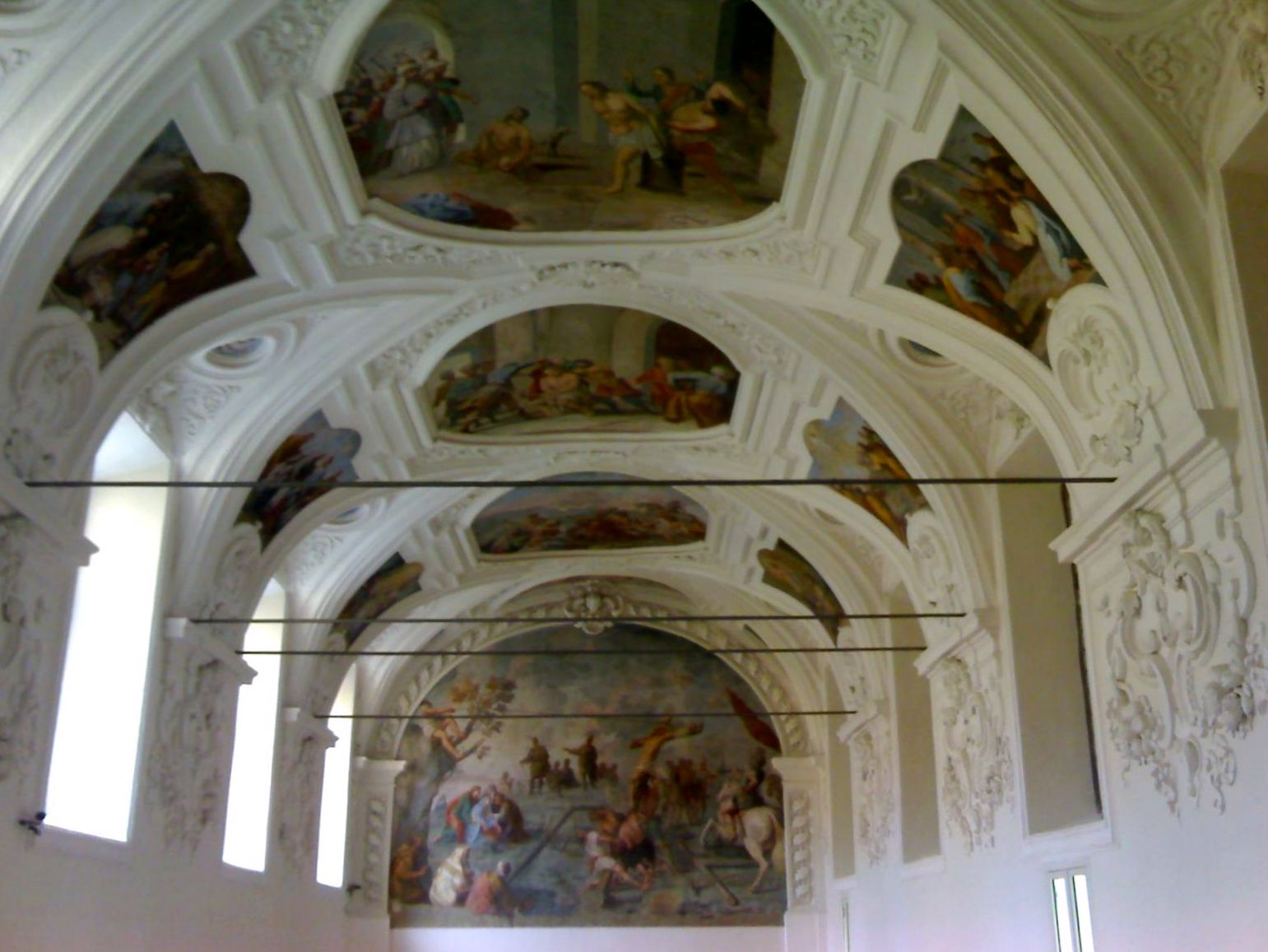
Sala del Capitolo

La sala del Capitolo è la sala del convento che meglio si è conservata ed è una delle più rilevanti tra quelle edificate nei lavori di ampliamento avviati da Tommaso Ruffo sul finire del XVII secolo. La sala è caratterizzata da pregevoli decorazioni in stucco presenti in tutte le pareti laterali eseguite da maestranze dell'ambito di Cosimo Fanzago e da decorazioni pittoriche eseguite da Michele Ragolìa durante il 1678 circa. I lavori eseguiti dal pittore siciliano furono: sulla parete di fondo, la scena del Calvario; nella volta, quattro riquadri raffiguranti Scene della Passione di Cristo e otto scene più piccole raffiguranti invece i Misteri della Passione; infine, dieci tondi raffiguranti putti con i Simboli del martirio di Cristo.
La biblioteca di san Domenico (chiamata all'epoca Libraria di san Domenico) fu considerata fin dal XV secolo una tra le più importanti biblioteche di Napoli, grazie soprattutto a donazioni ed acquisizioni di privati o dei frati domenicani del convento stesso. Già nel Cinquecento la raccolta possedeva importanti testi come quattro scritti di Giovanni Pontano (donati dalla stessa nipote dell'umanista), opere di Senofonte e Aristotele, il De arte amandi di Ovidio, le Epistole di Seneca, testi di Cicerone ed altre ancora. Nel 1685 fu chiamato Picchiatti per eseguire lavori di rifacimento dell'intera sala. Nel corso del XIX secolo i testi della biblioteca furono soppressi e destinati in altri luoghi, alcuni dei quali dispersi, altri confluiti nelle biblioteche universitarie ed in quella Nazionale.

### Piani superiori
Ai piani superiori al primo sono gli ambienti privati dei frati domenicani e una cappella utilizzata per alcune funzioni religiose. Tra i corridoi e le sale, sono comunque esposti alcuni manoscritti storici, libri corali in pergamena del Cinquecento e numerosi dipinti, alcuni esposti ed altri in deposito, tra i quali si citano due tele del 1656-1660 di Mattia Preti, San Giovanni Battista ammonisce Erode e Decollazione di San Giovanni Battista; una Maddalena di Cesare Fracanzano; infine diverse pitture del Solimena, Giordano e di altri autori della scuola napoletana del Seicento.

## Descrizione

### Pianta
| 1. Cappella Carafa di Santa Severina (o di San Martino) 2. Cappella Brancaccio 3. Cappella degli affreschi o Brancaccio 4. Cappella Capece 5. Cappella di Sant'Antonio Abate 6. Cappella di Santa Caterina da Siena 7. Cappellone del Crocifisso (o Carafa) a) Cappella Villani b) Cappella di Santa Rosa (o del Doce) c) Cappella della Natività (o Carafa di Ruvo) 8. Cappella d'Aquino 9. Sacrestia 10. Sala del Tesoro 11. Cappella di San Giacinto 12. ex-chiesa di San Michele Arcangelo a Morfisa a) Cappella di San Domenico b) Cappella Petrucci 13. Cappella dell'Angelo Custode 14. Cappella Carafa della Stadera (o di San Domenico Soriano) 15. Abside 16. Cappella Guevara di Bovino (sottostante l'abside) 17. Cappella Carafa di Montorio (o del Rosario) 18. Cappella di Santo Stefano o dell'Immacolata 19. Cappella Blanch o di San Vincenzo 20. Cappella Spinelli (già Carafa) 21. Cappella della Madonna della Neve 22. Cappella di Santa Caterina d'Alessandria 23. Cappella Carafa della Spina (o di San Bartolomeo) 24. Cappella di San Nicola 25. Cappella di San Giovanni Battista 26. Cappella Carafa della Stadera (o di San Giovanni Evangelista) 27. Cappella della Madonna o di Zi' Andrea 28. Cappella Muscettola o di San Giuseppe | Pianta |

### Esterno
La facciata principale della basilica è sulla piazza, di fronte all'obelisco di San Domenico. Su essa tuttavia non si apre l'ingresso primario all'edificio, bensì, uno (chiuso al pubblico) posto al centro della facciata, sotto il balcone quattrocentesco con stemmi dei Carafa e sul livello della strada, che conduce alla cappella Guevara di Bovino (o Succorpo) sottostante l'abside. Un altro invece, in assoluto di più frequente e facile utilizzo,  è posto sulla grande scalinata sul lato occidentale, voluta da Alfonso I d'Aragona per la chiesetta romanica di San Michele Arcangelo a Morfisa, e che conduce al transetto destro della basilica; il portale gotico-rinascimentale che decora quest'ultimo accesso risale alla metà del Quattrocento.
L'ingresso principale alla basilica è invece rivolto a nord e vi si giunge attraverso un ampio cortile posto sul vico San Domenico, sulla cui parte alta dell'arco esterno di accesso allo spazio aperto è collocato in una lunetta un affresco raffigurante La Vergine che offre lo scapolare domenicano al beato Reginaldo della scuola di Pompeo Landulfo, pittore vissuto nella seconda metà del XV secolo. Il lato interno dell'arco presenta invece un'iscrizione che testimonia la munificenza di Carlo II d'Angiò nei confronti dei frati; lo stesso sovrano è raffigurato in una statuetta di marmo posta in una nicchia nello stesso cortile, dov'è anche l'accesso all'oratorio della Confraternita del Santissimo Sacramento.
L'ingresso principale avviene dunque attraverso la facciata "secondaria" della basilica, caratterizzata da un pronao aggiunto nel settecento, posto prima del portale marmoreo gotico ad arco acuto e della porta lignea originali, voluti entrambi da Bartolomeo di Capua. In origine la facciata presentava tre ingressi, oltre al principale centrale, anche due minori ai lati poi eliminati nel corso del Cinquecento con le aggiunte delle rinascimentali cappelle dei Carafa e Muscettola scavate nella controfacciata della basilica. La loro architettura è visibile pertanto anche esternamente, sporgendo in profondità nella facciata esterna; lo spazio centrale in corrispondenza del portale d'ingresso alla basilica fu così riempito nel corso del settecento dal pronao, in modo da allineare la facciata esterna della basilica.
Sul lato destro della facciata si innalza il campanile settecentesco mentre accanto ad esso è l'accesso al convento di San Domenico. Lungo vico San Domenico, infine, una scalinata apre il quarto ed ultimo ingresso alla basilica, che avviene lungo la navata sinistra, in corrispondenza della settima cappella.

### Interno

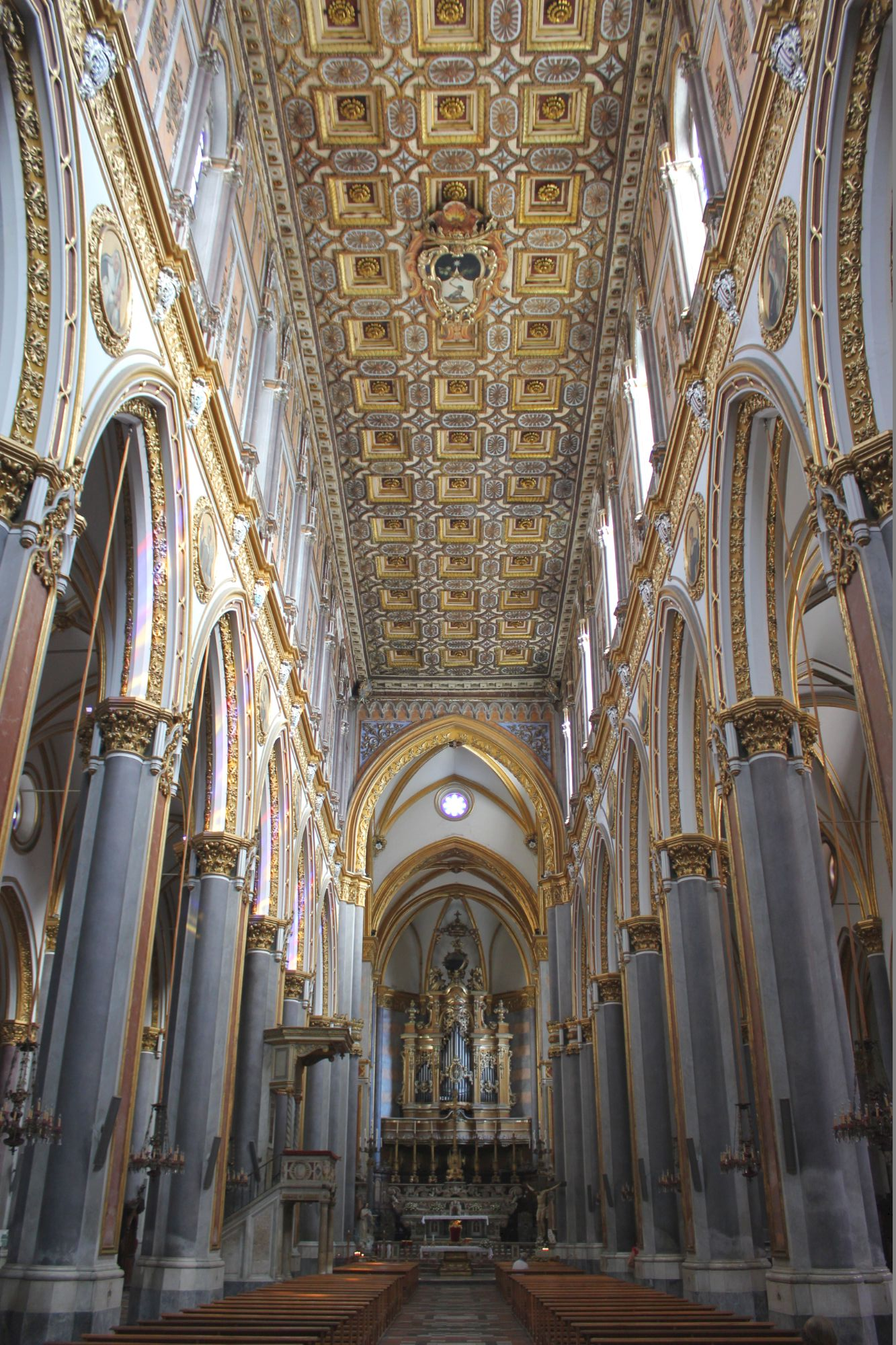
Scorcio della navata centrale

L'interno è molto vasto (76×33×26,5 m) e presenta una pianta a croce latina suddivisa in tre navate.
La basilica è ricca di opere d'arte sia scultoree che pittoriche, nonostante i diversi furti che si sono susseguiti nel corso del tempo e nonostante gli spostamenti che hanno visto alcune di queste trovare esposizione definitiva nei poli museali cittadini o esteri.
Un quadro in tondo raffigurante San Domenico è esposto sulla controfacciata, opera di Tommaso De Vivo, autore anche dei tondi con Santi domenicani posti tra gli archi della navata centrale.
Il soffitto a capriate originario fu sostituito nel 1670 da quello a cassettoni e dorature, di gusto barocco; al centro è lo stemma domenicano mentre agli angoli sono collocati stemmi vicereali. In corrispondenza della quinta arcata di sinistra è il pulpito della metà del XVI secolo; il pavimento risale invece ai lavori di Domenico Antonio Vaccaro, che lo rifece ex novo nel 1732.
Le cappelle della basilica sono in totale ventisette, di cui nelle navate laterali ce ne sono quattordici, sette per lato. Nella settima cappella a destra è l'accesso alla sacrestia di San Domenico dalla quale si accede a sua volta alla sala del Tesoro di San Domenico. Altre otto sono invece collocate nel transetto (quattro per lato). Quest'ultimo è caratterizzato da altari e sepolcri databili dal Trecento al Cinquecento e vede nella seconda cappella sul lato destro l'accesso agli antichi ambienti della ex chiesa di San Michele Arcangelo a Morfisa, nella quale è presente tra l'altro anche l'ingresso/uscita che dà su piazza San Domenico Maggiore. Nella controfacciata sono invece collocate due cappelle aggiunte dopo l'edificazione della basilica e poste ai lati dell'ingresso principale centrale, chiudendo quindi i vecchi accessi laterali della facciata sul cortile esterno.

#### Controfacciata
Sul lato destro è la cappella di san Martino, edificata nel 1508 e dedicata al santo vescovo di Tours. La cappella è appartenuta ai Carafa Santa Severina e presenta diversi elementi decorativi marmorei, alcuni dei quali che raffigurano lo stemma della famiglia Carafa, altri che rappresentano trofei militari, elementi vegetali ed altri celebranti le virtù della nobile famiglia partenopea, in particolare di Andrea, luogotenente di Carlo V e di fatto anche il committente dell'arco rinascimentale che dà accesso alla cappella, questo scolpito dagli scultori toscani Romolo Balsimelli da Settignano e Andrea Ferrucci. Sono inoltre presenti sulla parete di fondo altre opere, come il dipinto Vergine col Bambino su un trono e i Santi Domenico, Caterina e Martino, di fine XVI secolo attribuito al fiammingo Cornelis Semet. Ancora, si trovano nella cappella: la tomba di Galeotto Carafa (1513) di Romolo Balsimelli e la tomba di Filippo Saluzzo (1846) di Giuseppe Vaccà, oltre alle quattro grandi tele del De Vivo di inizio Ottocento, Creazione della luce, Adorazione dei magi, Visita della regina di Saba a Salomone e Ingresso della famiglia di Noè nell'arca.
Sul lato sinistro è invece la cappella Muscettola, risalente anch'essa agli inizi del XVI secolo, quando furono chiusi i due ingressi laterali alla basilica. La cappella vide nel corso del Seicento il passaggio della proprietà alla famiglia Muscettola, la quale aveva la proprietà fino ad allora un'altra cappella della basilica, poi scomparsa nei lavori di ristrutturazione seicenteschi. I Muscettola possedevano un cospicuo numero di opere d'arte, anche di particolare valore, che fecero immediatamente collocare nella cappella non appena avvenuto il passaggio di proprietà di quella che fino ad allora era la cappella di san Giuseppe. Nell'interno sono visibili decorazioni in marmo bianco databili dalla prima metà del XVI secolo alla prima metà del secolo successivo. Sull'altare sono presenti due pitture di scuola napoletana quali il San Giuseppe incoronato dal Bambino Gesù retto dalla Vergine di Luca Giordano e più in alto l'Eterno Padre di Belisario Corenzio. Un'altra tela presente nella cappella è quella di Girolamo Alibrandi, il Redentore (1524). Altre due non più presenti in loco invece erano una di dubbia attribuzione (contesa tra Raffaello e Fra' Bartolomeo della Porta) sottratta durante il decennio francese 1805-1815, poi sostituita da una copia di epoca ottocentesca, ed un'Adorazione dei Magi di anonimo pittore fiammingo del Cinquecento, oggi esposta al Museo nazionale di Capodimonte.

#### Navata destra
La prima cappella della navata destra è dedicata a Santa Maria Maddalena. La cappella, i cui proprietari furono i Brancaccio Glivoli, presenta tracce di un affresco, coevo alla costruzione della basilica, raffigurante la Madonna col Bambino ed attribuito alla scuola pittorica della fine del XIV secolo, le trecentesche tombe di Tommaso Brancaccio e Trani da Bartolomeo Brancaccio ed infine la tela di Francesco Solimena Madonna col Bambino e santi domenicani del 1730. Altre opere pittoriche e scultoree sono presenti nella cappella, tra cui un San Domenico di Giovanni Filippo Criscuolo e sculture marmoree raffiguranti elementi decorativi e lo stemma della famiglia, nonché un crocifisso ligneo settecentesco posto sull'altare.

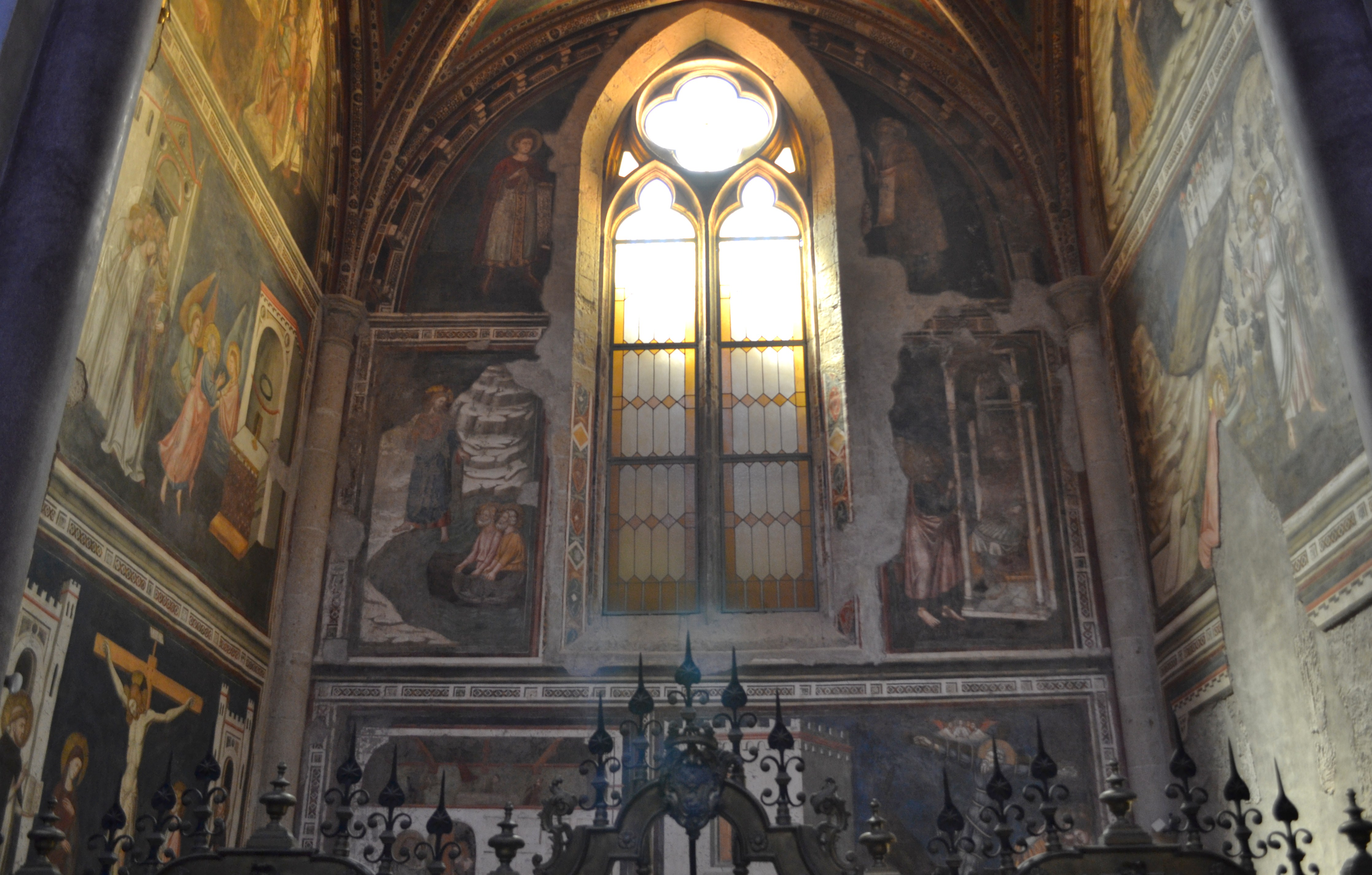
Cappella degli affreschi

La seconda cappella, ancora di proprietà dei Brancaccio, è chiamata anche "cappella degli affreschi" per via delle opere a fresco che ne decorano le pareti. Prezioso scrigno della pittura giottesca nella città partenopea, si tratta di una delle più importanti della basilica, a cui lavorò il pittore romano Pietro Cavallini che operò a Napoli nel periodo in cui fu ospite remunerato di re Carlo II. Gli affreschi, commissionati dal cardinale Landolfo Brancaccio nel 1308 circa, raffigurano: Storie di San Giovanni Evangelista, una Crocifissione con la Vergine e san Giovanni dolenti e al loro fianco i santi maggiori dell'ordine domenicano, san Domenico e Pietro martire, Storie di Andrea e infine le Storie della Maddalena.
La cappella del Crocefisso dei Capece è la terza della navata destra. Essa nacque come cappella di San Giorgio finché poi non appartenne alla famiglia Capece nel 1549, quando per lo stesso ambiente fu eseguito un dipinto raffigurante il Crocifisso, il cui anonimo autore venne tradizionalmente identificato come un membro della famiglia Capece. Altre opere che caratterizzano la cappella sono i monumenti funebri di inizio Seicento eseguiti da Ludovico Righi e dedicati uno a Bernardo e l'altro a Corrado Capece, quest'ultimo scolpito con la collaborazione di Girolamo D'Auria alla cui mano spetta sicuramente la statua del defunto. Altri elementi decorativi della cappella invece raffigurano gli stemmi della famiglia, i trofei militari e le armi.
La quarta cappella è intitolata a san Carlo Borromeo. Nella cappella, già di San Antonio Abate, oltre alla tela che raffigura il santo (attribuita per un certo tempo erroneamente a Giotto) è alle pareti laterali un Battesimo di Cristo del senese Marco Pino del 1564. con evidenti influssi michelangioleschi, e un'Ascensione del fiammingo Teodoro d'Errico. Inoltre è presente un'opera di Filippo Vitale coadiuvato da Pacecco De Rosa, Madonna del Rosario che appare a san Carlo Borromeo e a san Domenico, e due tele di Mattia Preti, Nozze di Cana e Cena in casa di Simone.
Segue poi la cappella di santa Caterina da Siena, la cui appartenenza spetta, sin dal Trecento, ai Dentice delle Stelle. I monumenti funebri databili al XIV secolo sono dedicati alle mogli di Ludovico e Carlo Dentice, Dialta Firrao e Feliciana Gallucci. Altri elementi decorativi nella cappella raffigurano gli stemmi delle famiglie Dentice e Firrao, lastre tombali trecentesche, un tombino sepolcrale del 1564 di Carlo Dentice e Giovanna della Tolfa e un'Adorazione dei pastori di Matthias Stomer.

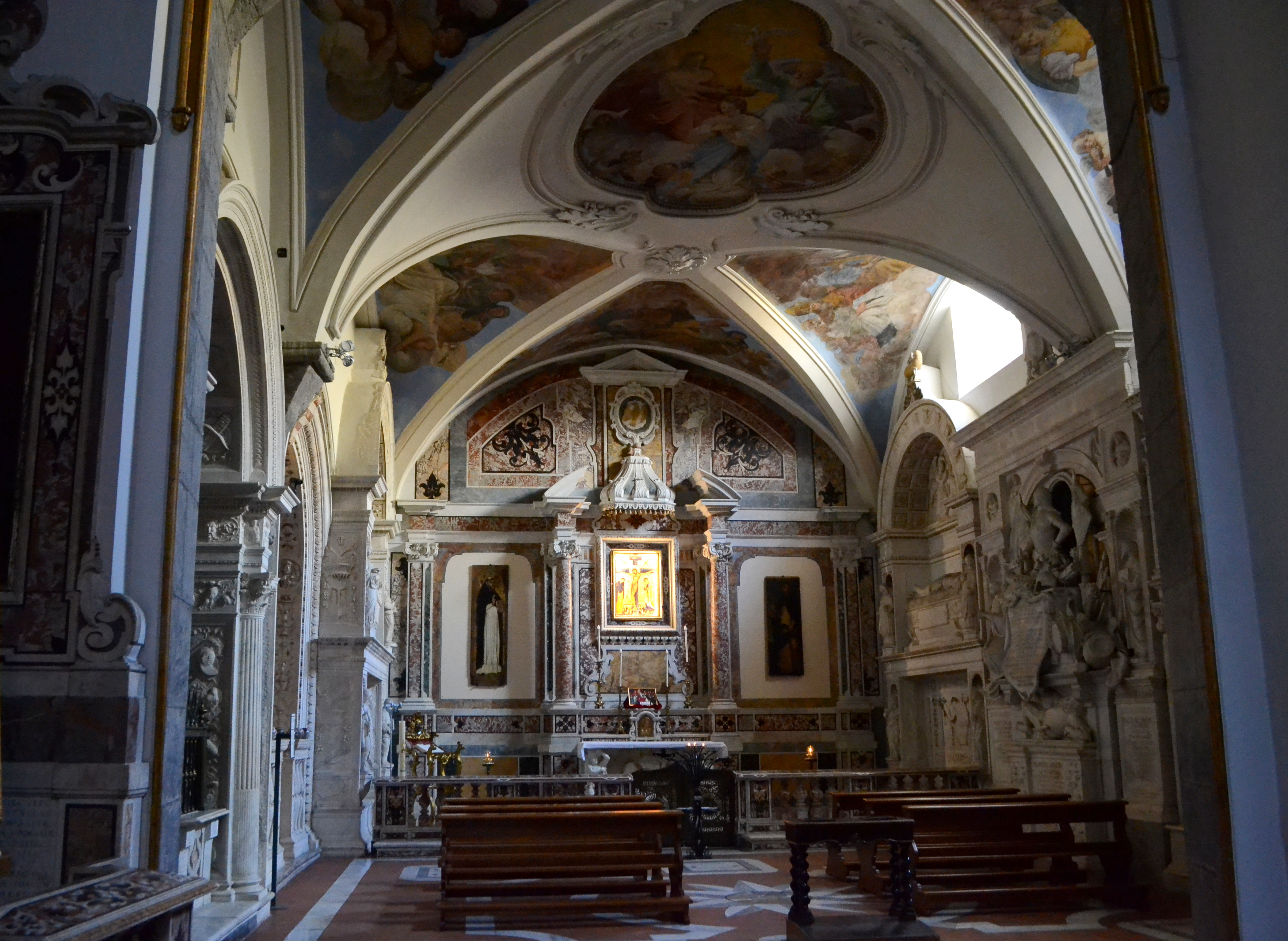
Cappellone del Crocifisso

Il cappellone del Crocifisso costituisce la sesta cappella di destra ed è di fatto una delle più grandi della basilica, formando un vero e proprio ambiente a parte rispetto al complesso religioso, dentro la quale, oltre il vestibolo, sono presenti altre due cappelle. Lo spazio interno ha custodito alcune importati opere che nel corso dei secoli sono state poi spostate in diversi importanti musei d'Europa, come la Madonna del Pesce di Raffaello, poi confluita al Museo del Prado di Madrid, o come la tavola duecentesca della Crocifissione sull'altare, oggi sostituita da una riproduzione fotografica, proveniente dall'antecedente spazio dedicato alla chiesa di San Michele Arcangelo a Morfisa e poi spostata nella cella di san Tommaso d'Aquino al primo piano del convento, o come quella al lato sinistro della parete frontale, dov'era una Deposizione del Colantonio poi spostata al Museo nazionale di Capodimonte. Gli affreschi sulla volta sono di Michele Ragolia mentre sulla parete di destra sono collocati alcuni monumenti sepolcrali ai Carafa (o comunque a personalità a loro collegati) e la tela della Resurrezione del fiammingo Wenzel Cobergher. Sul lato sinistro del cappellone, oltre al sepolcro di Francesca Carafa, opera del Malvito, si aprono infine due cappelle finemente decorate con affreschi e monumenti funebri rinascimentali e dov'è collocato in una di queste il pregevole presepe con statue del primo decennio del Cinquecento eseguite da Pietro Belverte.
La settima ed ultima cappella della navata destra è quella di san Tommaso d'Aquino. Essa è patronata dai d'Aquino già dal Trecento. L'altare risale al Seicento ed è attribuibile a Jacopo Lazzari e Antonio Galluccio; su di esso era collocata una Madonna col Bambino e san Tommaso d'Aquino di Luca Giordano, poi trafugata nel 1975. Altri monumenti presenti sono due sepolcri del XIV e XVI secolo ed i monumenti funebri a Giovanna, Cristoforo e Tommaso d'Aquino. Una porta all'angolo della parete frontale, infine, funge da passaggio per la sacrestia.
La sacrestia di San Domenico Maggiore, preceduta da un passeggetto che espone alcune sculture e targhe commemorative, è un'ampia sala di forma rettangolare, decorata in forme barocche del XVIII secolo su disegno di Giovan Battista Nauclerio. Diverse sono le decorazioni rilevanti, tra queste l'affresco nella volta di Francesco Solimena, Trionfo della fede sull'eresia ad opera dei Domenicani, la pala d'altare dell'Annunciazione di Fabrizio Santafede, un pregevole pavimento marmoreo e arredi mobiliari settecenteschi. Sul ballatoio intorno alla volta si trovano invece 45 feretri con le spoglie imbalsamate di nobili, per la maggior parte appartenenti alla dinastia aragonese. Questa serie di mummie è unica in Italia, non solo per l’antichità e per l’ottimo stato di conservazione dei corpi, ma anche perché si tratta di personaggi storici di primaria importanza, tra i quali spiccano i re Ferrante I e II d'Aragona, Isabella d'Aragona, duchessa di Milano e Fernando Francesco d'Avalos, capitano generale delle truppe di Carlo V e vincitore nel 1525 della battaglia di Pavia, contro il re Francesco I di Francia. Attualmente in Europa è nota una sola serie di mummie di questo tipo a Vienna, quella delle Catacombe dei Cappuccini, dove giacciono numerosi corpi di imperatori e principi Asburgici. Negli anni 1984-1987 laisa Divisione di Paleopatologia dell'Università di Pisa,in accordo con la Soprintendenza ai Beni Storici ed Artistici di Napoli, esplorò tutte le tombe, con importanti risultati paleopatologici: da segnalare ben tre casi di cancro, due di sifilide (Maria d'Aragona), un caso di cirrosi e un rarissimo caso di epatite B con esantema varioliforme scambiato per vaiolo nei precedenti studi. Da una porta posta a destra dell'altare maggiore si accede invece alla sala del Tesoro, dove sono conservate le ricchezze della nobiltà napoletana e dei frati domenicani che hanno soggiornato nel convento; sono qui esposti gli abiti dei sovrani, gli oggetti sacri utilizzati durante le processioni e altre argenterie varie.

#### Navata sinistra

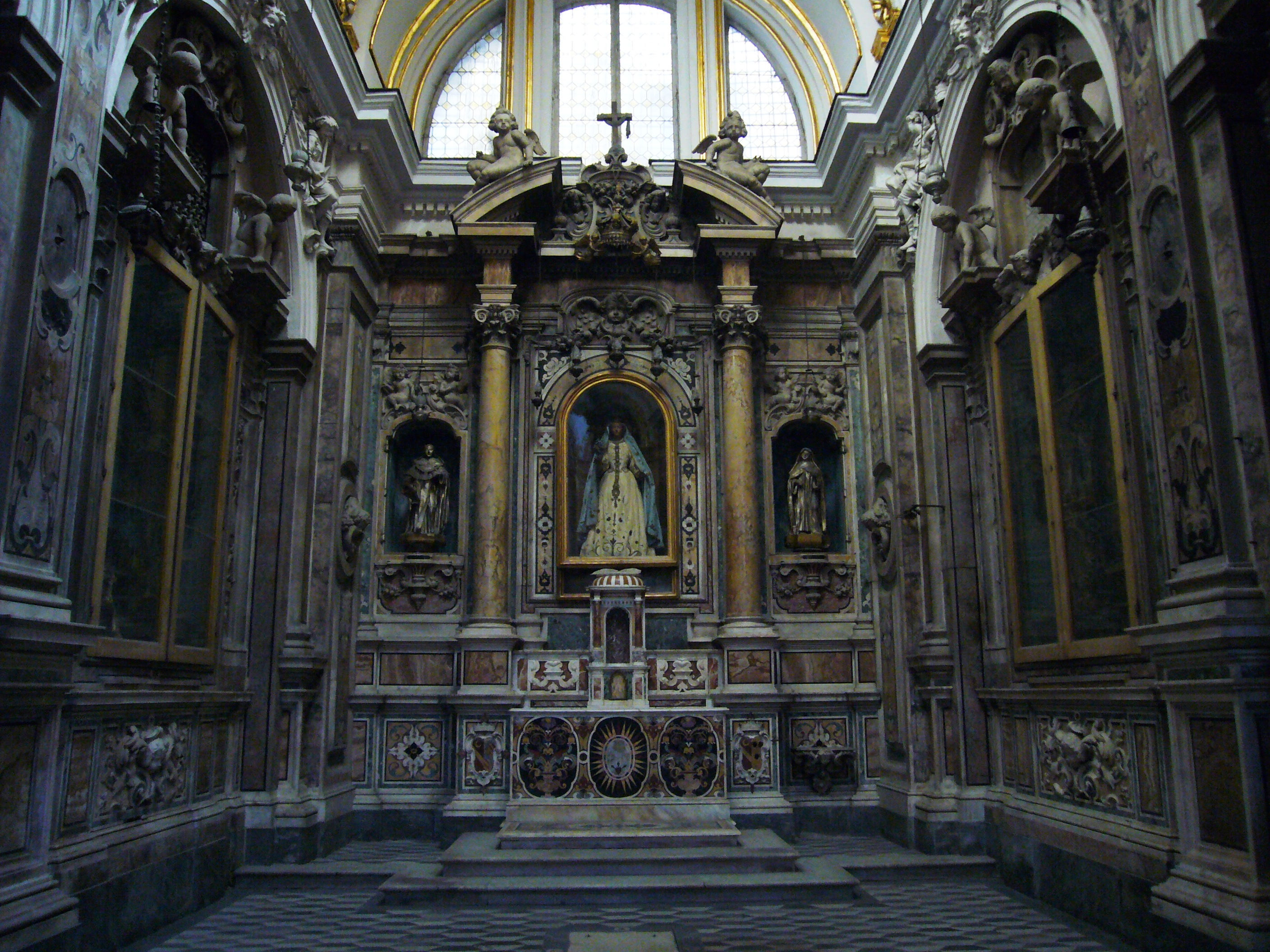
Cappella di Zi' Andrea

La prima cappella della navata sinistra è la cappella di Zi' Andrea.La cappella vide nel corso della sua storia diversi passaggi di proprietà, dai marchesi di Taviano di casa Spinelli ai de' Franchis, che qualche anno dopo l'acquisto dell'ambiente avvenuto agli inizi del Seicento, decisero di trasformare la cappella donandole l'aspetto tipico barocco. Furono chiamati per l'occasione i due scultori Andrea Malasomma e Costantino Marasi, i quali iniziarono i lavori nel 1637 e li terminarono nel 1652. Nel frattempo, nella volta vi lavorò il Corenzio che eseguì degli affreschi oggi perduti, mentre nell'altare maggiore fu collocata la tela di Caravaggio Flagellazione di Cristo, commissionata proprio da Tommaso de' Franchis (proprietario della cappella) nel 1607. Già nel 1675, però, l'opera in questione subì degli spostamenti in altre cappelle della basilica, fino ad essere esposta nel museo di Capodimonte. Proprio in sostituzione della tela del Merisi, nel 1675 fu posta sull'altare un'opera lignea conosciuta come Madonna di Zi' Andrea, che poi ha dato il nome alla cappella. L'opera è di Pietro Ceraso e vedeva tra le braccia della Madonna anche la figura del Bambino, trafugato quest'ultimo nel 1977. Nelle due pareti laterali, infine, sono i monumenti funebri a Iacopo e Vincenzo de' Franchis, eseguiti sempre dal Malasomma.
La seconda cappella è intitolata a san Giovanni Evangelista. La cappella appartenne anch'essa alla famiglia Carafa, ramo Stadera. Gli elementi decorativi interni alla basilica vanno dal XVI secolo al XIX e riguardano busti a basso rilievo raffiguranti San Giovanni Evangelista, San Domenico e San Tommaso, tele cinquecentesche di Agostino Tesauro e Scipione Pulzone e due monumenti funebri quattrocenteschi dedicati a Rinaldo Carafa e al figlio Antonio eseguiti da Jacopo della Pila.

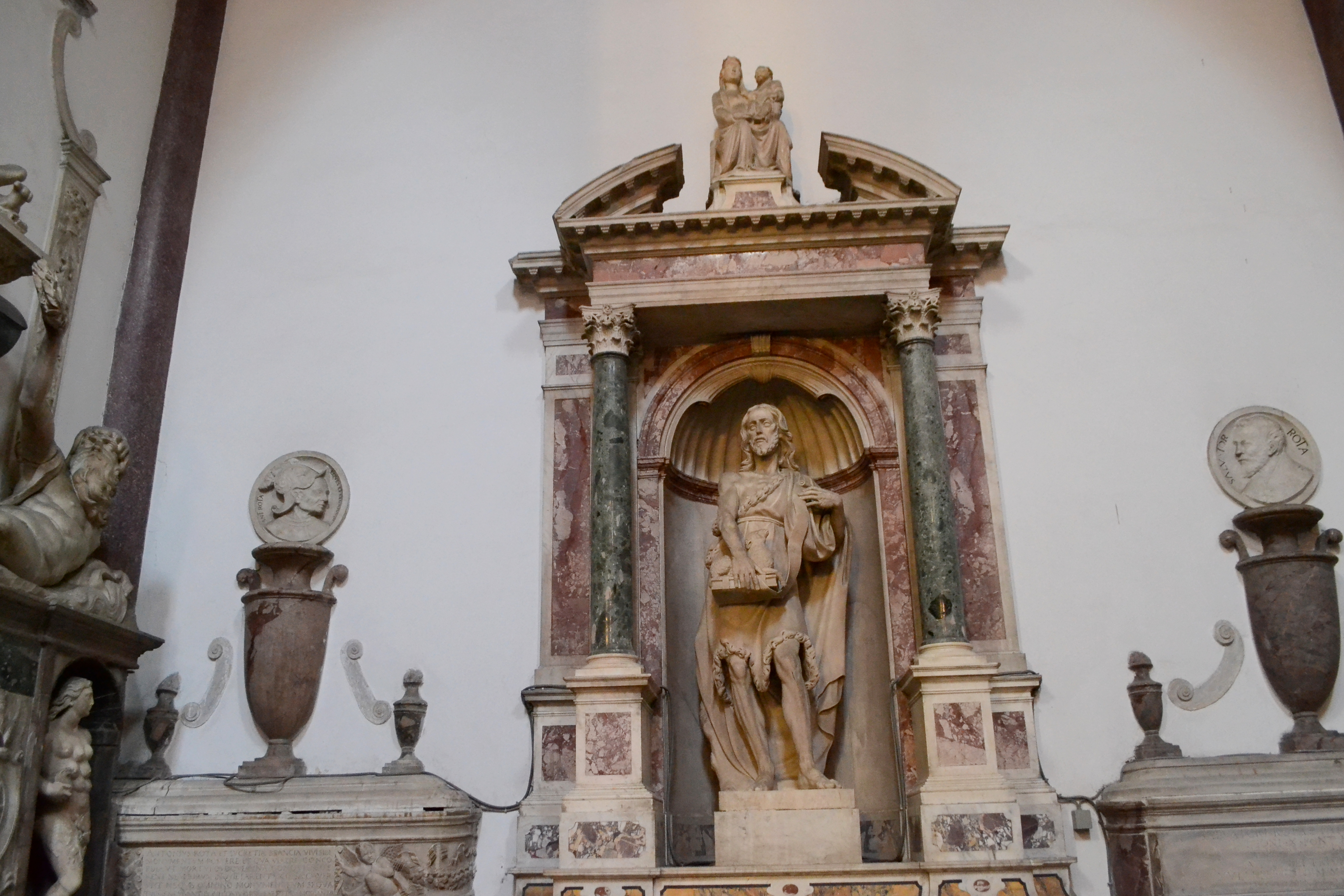
La statua di San Giovanni Battista del D'Auria (cappella di San Giovanni Battista)

La terza cappella è quella di san Giovanni Battista. La cappella cinquecentesca propone diverse opere pittoriche e scultoree di scuola napoletana. Infatti sono ivi presenti lavori di Girolamo D'Auria come il San Giovanni Battista, posto sulla parete frontale, e il monumento funebre a Bernardino Rota, quest'ultimo eseguito con l'aiuto del fratello Giovan Domenico e collocato sulla parete di sinistra. Di scuola di Tino di Camaino è invece la scultura della Madonna col Bambino posta sulla trabeazione dell'altare frontale, in cui è collocato il San Giovanni, mentre di fine XV secolo sono i sepolcri dedicati ai coniugi Antonio Rota e Lucrezia Brancia, ai lati dello stesso altare. Sulla parete destra è invece collocato il monumento funebre ad Alfonso Rota, sempre di fine Cinquecento attribuito a Giovanni Antonio Tenerello.
La cappella di san Nicola costituisce la quarta della navata sinistra: voluta da Nicola Fraezza, dopo diversi passaggi di proprietà, la cappella giunge intorno al XVII secolo ai Marchese d'Andrea. Risulta presente in loco una tela raffigurante San Nicola di Bari di fine Seicento, diverse incisioni ed un monumento funebre ottocentesco eseguito da Gaetano Travone dedicato a Giovan Francesco d'Andrea.
La quinta cappella è quella di san Bartolomeo ed è appartenuta sin dal Trecento alla famiglia Carafa della Spina. Sopra l'altare maggiore settecentesco è collocata una tela attribuita a Jusepe de Ribera raffigurante il Martirio di san Bartolomeo. Ai lati della tela sono i monumenti scultorei di Alfonso e Maurizio Carafa, entrambi sovrastati dallo stemma della famiglia. Il monumento scultoreo ad Ettore Carafa, posto sulla parete di destra, fu disegnato da Domenico Antonio Vaccaro ed eseguito da Francesco Pagano nel 1738. Sulla sinistra invece è il monumento funebre a Letizia Caracciolo, risalente alla metà del Trecento. Altri elementi decorativi della cappella sono gli stemmi familiari, lapidi commemorative settecentesche, una tela di fine Cinquecento raffigurante il Martirio di san Lorenzo di autore anonimo e due dipinti attribuiti al fiammingo Wenzel Cobergher.
La cappella di santa Caterina d'Alessandria è la sesta; ospita diversi sepolcri monumentali databili tra la fine del Quattrocento e gli inizi del Cinquecento, dedicati alla famiglia Tomacelli, proprietaria questa della cappella. Il monumento a Leonardo Tomacelli, in particolare, fu una delle ultime opere di Tommaso Malvito. Altri elementi decorativi sono gli stemmi della nobile famiglia, armi, il dipinto cinquecentesco di Giovanni Angelo D'Amato Martirio di santa Caterina, una lapide decorata con teschi ed altri ancora. Va infine ricordato che nella cappella è presente anche il sepolcro ottocentesco di Fabrizio Ruffo, cardinale che guidò un esercito popolare contro quello francese e partenopeo repubblicano, con scolpito lo stemma dei Ruffo di Bagnara.
L'ultima cappella della navata è quella della Madonna della Neve. Le opere che caratterizzano questa cappella dono, sulla parete frontale, l'altare marmoreo di Santa Maria della Neve (1536) di Giovanni da Nola, a destra è il busto bronzeo del poeta Giovan Battista Marino, spostato in loco solo nel 1813, e sulla parete sinistra invece sono i monumenti sepolcrali di Bartolomeo e Girolamo Pepi, entrambi datati 1553.

#### Transetto destro

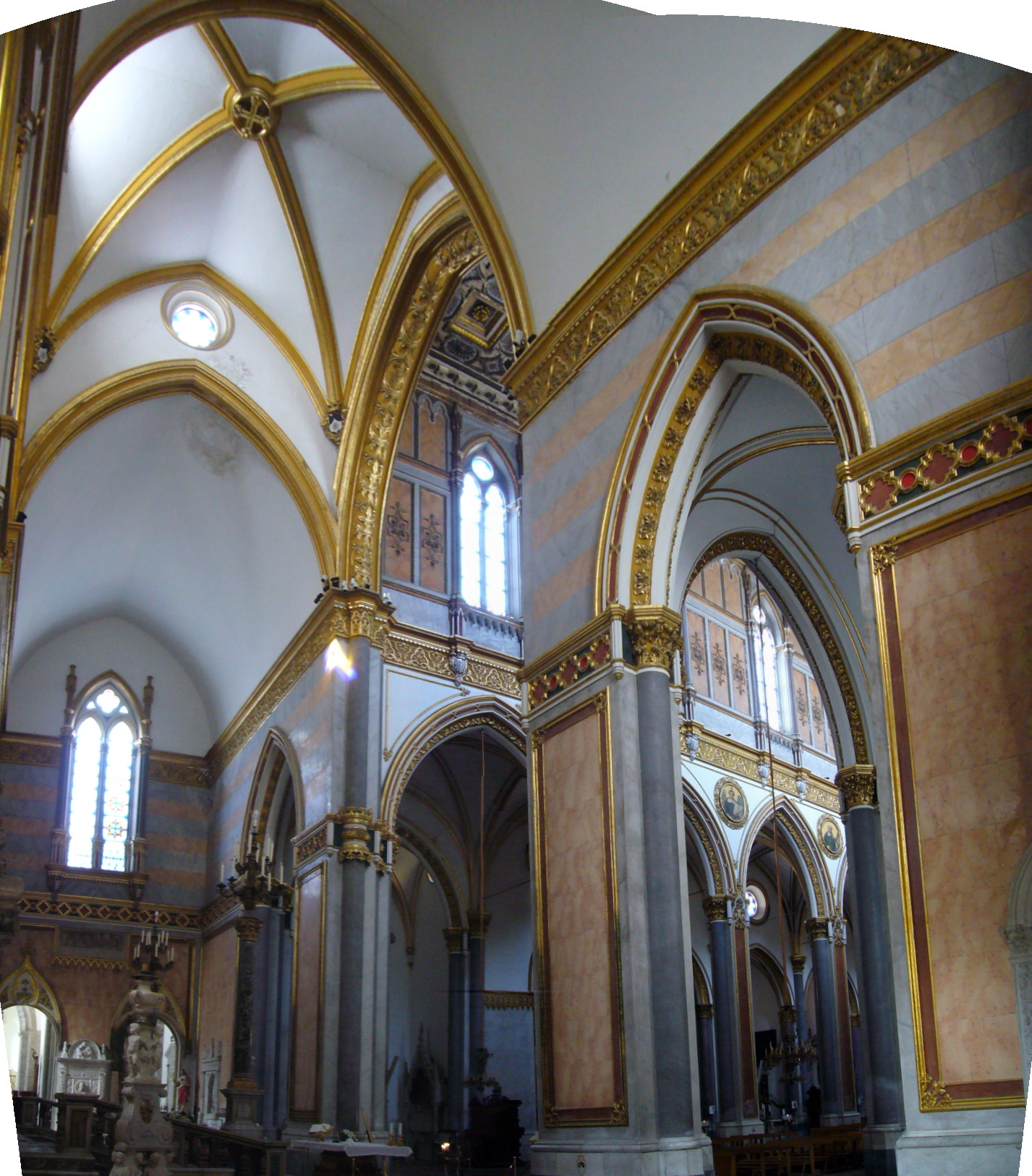
Transetto

Il transetto destro vede l'apertura di quattro cappelle, due sulla parete frontale e due in quella presbiteriale al lato dell'abside.
Nella parete frontale la prima cappella è quella di San Giacinto, la quale ospita una tavola tardo cinquecentesca sull'altare della Madonna che appare a san Giacinto di Giovanni Vincenzo da Forlì con attorno tavolette ritraenti Storie della vita di san Giacinto. Nella parete immediatamente fuori la cappella, invece, è collocato l'altare Dottonoroso, con un bassorilievo del Cinquecento ritraente San Girolamo nel deserto.
La seconda cappella frontale costituisce invece l'accesso alla ex chiesa di San Michele Arcangelo a Morfisa. L'antica chiesa romanica fu poi inglobata nella basilica di San Domenico Maggiore, costituendone appunto la seconda cappella sulla parete frontale del transetto destro, il cui accesso fu consentito dalla scalinata voluta da Ferrante d'Aragona che parte direttamente da piazza San Domenico Maggiore, costituendo nel tempo quella che di fatto è l'entrata principale alla basilica. In quest'ambiente sono presenti diversi monumenti funebri, su tutti si ricorda il gruppo sepolcrale cinquecentesco della famiglia Rota con al centro il monumento sepolcrale a Porzia Capece datato 1559 di Giovanni Domenico e Girolamo D'Auria presente sulla parete di sinistra ed inoltre, nella facciata, il trecentesco monumento funebre a del Giudice. Su lato destro invece sono collocate due cappelle, la prima di San Bonito, la seconda di San Domenico. La cappella di San Domenico ha ospitato per lungo tempo una tavola duecentesca raffigurante una delle primi immagini di san Domenico (oggi nel cappellone del Crocifisso), mentre conserva ancora il monumento funebre a Tommaso Brancaccio, opera di Jacopo della Pila di fine Cinquecento, frammenti di altri sepolcri del Quattro-Cinquecento collocati alle pareti e sul pavimento maiolicato ottocentesco, e, sulla facciata principale, la macchina delle Quarantore. La cappella di San Bonito appartenne al segretario di Ferrante I, Antonello Petrucci, il cui palazzo di famiglia è adiacente alla cappella ed alla basilica. Dopo i fatti relativi alla congiura dei baroni, la cappella passò ai Bonito i quali chiamarono per l'occasione il carrarese Giuliano Finelli per eseguire la scultura di san Bonito presente sull'altare maggiore. Alla parete sinistra è invece il sepolcro di Alessandro Vicentini di Matteo Bottiglieri.
La cappella di san Domenico Soriano è la prima a destra dell'abside. La cappella apparteneva ai Carafa della Stadera sin dal Quattrocento. Il nome è attribuito dalla presenza sopra il settecentesco altare di un dipinto raffigurante San Domenico Soriano. Nella cappella sono inoltre presenti altre tele, tra le quali due di Luca Giordano presenti sulle pareti laterali e raffiguranti San Tommaso d'Aquino e San Vincenzo Ferrer. Gli affreschi del Settecento sono invece opera di Giovanni Cosenza.
La seconda cappella presbiteriale è invece quella dell'Angelo Custode, una volta intitolata a san Tommaso, che prende il nome dall'opera lignea di fine XVI secolo presente sull'altare maggiore e raffigurante un angelo custode. Nella cappella sono presenti inoltre affreschi di Michele Ragolia, un pavimento maiolicato del Settecento ed alcuni bassorilievi marmorei. Infine, sono conservati nella cappella i resti di san Tarcisio. La cappella è anticipata all'esterno, nell'angolo destro del transetto, dal sepolcro di Galeazzo Pandone del 1514, sul cui vertice è alto è collocata una Vergine col Bambino di Giovanni da Nola mentre ancora più in alto è il fronte del sarcofago di Giovanni d'Angiò, opera di Tino di Camaino.

#### Transetto sinistro
Anche nel transetto sinistro si aprono quattro cappelle, due lungo la parete presbiteriale e due su quella frontale.
La cappella Pinelli è la prima sulla parete frontale del transetto; questa venne acquistata nel 1545 dal banchiere genovese Cosimo Pinelli, il quale, risiedeva a Napoli oramai già da un ventennio. Elementi di pregio della cappella sono il pavimento in marmo con al centro lo stemma della famiglia ed i sepolcri laterali di Cosimo Pinelli e Giustiniana Pignatelli, moglie di Galeazzo Francesco Pinelli. La cappella ospitava al suo interno la tela di Tiziano dell'Annunciazione, commissionata dal Pinelli e collocata nell'ambiente poco dopo il 1557. La suddetta opera è esposta al museo di Capodimonte. Immediatamente fuori la cappella, addossata alla parete di destra è l'altare san Girolamo, attribuito alla cerchia di Tommaso Malvito. Questo è tutto ciò che rimane della Cappella Riccio, esistente sino alle trasformazioni ottocentesche.

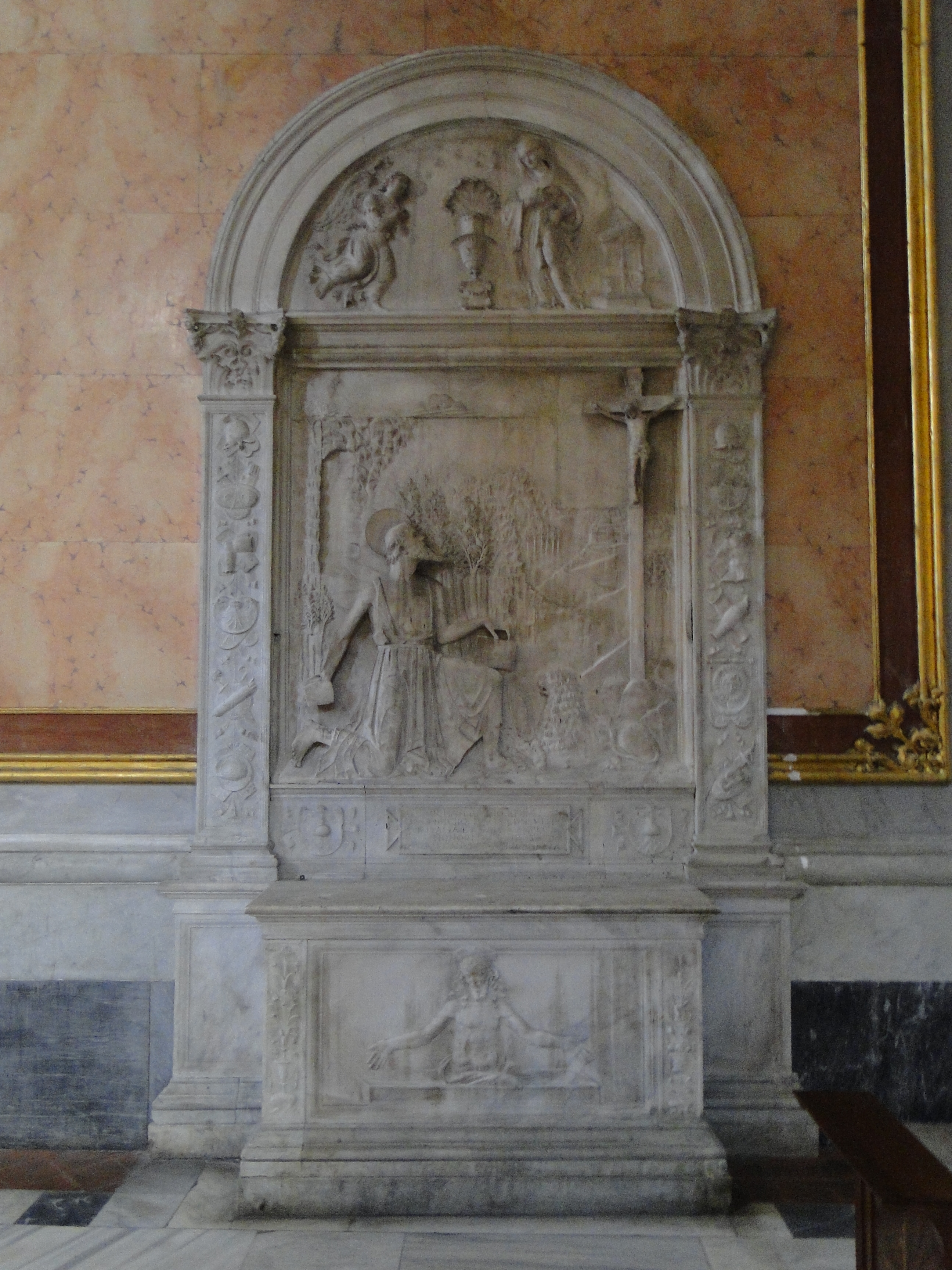
Monumento funebre di Michele Riccio

Il monumento consta di una mensa d’altare, con bassorilievo del Cristo, il quale risorge per metà figura con le braccia aperte, una fascia marmorea con iscrizione funebre del patrizio di Nido Michele Riccio (m. 1515), incorniciata tra due stemmi nobiliari, indi il prima citato bassorilievo di San Girolamo nel deserto, e una lunetta, recante un'Annunciazione alla Vergine. Sulla parete esterna di sinistra, prima della successiva cappella Blanch, è invece il monumentale sepolcro a Rainaldo Del Doce, eseguito da Tommaso Malvito e Giovanni da Nola, prima presente nel cappellone del Crocifisso; sopra di esso è un'ancona marmorea databile a cavallo tra il XV e XVI secolo al cui lato è infine la lastra sepolcrale trecentesca di Filippo d'Angiò, opera di Tino di Camaino.
La seconda cappella sulla parete frontale è invece quella Blanch (o di San Vincenzo), la cui proprietà passò nel corso del tempo dai Carafa agli Spinelli. Essa custodisce nella parete sinistra il sepolcro di Tommaso Blanch eseguito da Andra Falcone, mentre nella parete frontale un dipinto ottocentesco su san Vincenzo.
La cappella del Rosario è la prima a sinistra dell'abside. La cappella venne intitolata alla Vergine del Rosario nel 1692 e dopo diversi passaggi di proprietà, venne acquistata nel corso del Settecento da Vincenzo Carafa che avviò i lavori di restauro nel 1779 commissionando all'esecuzione degli stessi Carlo Vanvitelli. Di Fedele Fischetti è la tela eseguita nel 1788 e posta sull'altare maggiore raffigurante la Madonna del Rosario. Sempre dello stesso autore sono gli affreschi che abbelliscono la cappella, mentre sulla parete destra è la copia di Andrea Vaccaro della Flagellazione di Cristo di Caravaggio, collocata per un certo periodo di tempo, dopo diversi spostamenti, in questa cappella. Sotto la cappella si apre inoltre una cripta che ospita le sepolture di diversi esponenti del casato Carafa e dei loro familiari, tra i quali è anche Ippolita Gonzaga, morta a Napoli nel 1563,  moglie del duca di Mondragone Antonio Carafa nonché figlia di Ferrante I Gonzaga, signore di Guastalla e Viceré di Sicilia.
La seconda cappella lungo il presbiterio, infine, è dedicata a Santo Stefano (o anche all'Immacolata). Essa ospita al centro un affresco trecentesco di Roberto d'Oderisio raffigurante l'Immacolata, un dipinto dello stesso soggetto realizzato da Paolo Finoglio nel XVII secolo, una statua cinquecentesca di santo Stefano, un monumento sepolcrale a Filippo Spinelli del XVI secolo realizzato da Bernardino Moro ed infine un monumento funebre dedicato a Carlo Spinelli, opera di Giovanni Marco Vitale.

#### Presbiterio e abside

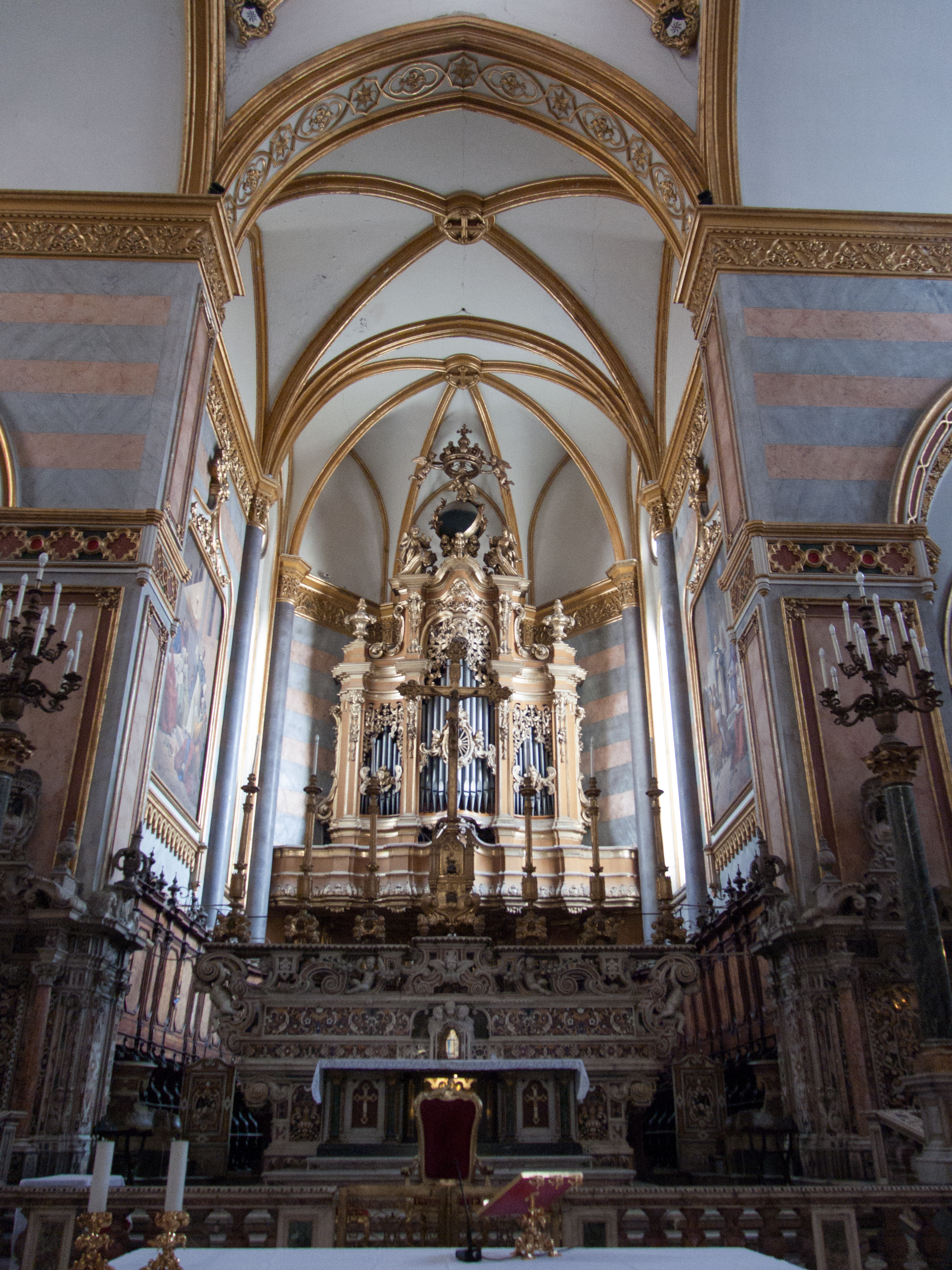
La zona absidale

La zona absidale, ideata da Nicola Tagliacozzi Canale, vede insistere alle spalle dell'altare maggiore la sontuosa cassa barocca dell'organo (databile 1715) che ha occupato lo spazio in cui erano collocate prima le sepolture dei re aragonesi, andate quasi distrutte durante l'incendio del 1506, e sostituendo altri due organi preesistenti. Sulle pareti laterali, in sostituzione a due dipinti di Michele Ragolia del 1680 andati persi durante i lavori di restauro del XVIII secolo, sono posti due grandi affreschi ottocenteschi di Michele De Napoli raffiguranti San Tommaso tra i dottori e San Domenico che disputa con gli eretici. Il coro ligneo nella tribuna risale infine al 1752 ed è opera di un padre domenicano, Giuseppe Parete.
L'altare maggiore e la balaustra marmorea è opera di Cosimo Fanzago, databile al 1652, seppur vi sono stati dei lavori di adeguamento successivi al terremoto del 1688 che videro interessati gli scultori Ferdinando de Ferdinandi, Giovan Battista Nauclerio ed infine Lorenzo Vaccaro, che eseguì nel 1695 i due putti laterali dell'altare. Il crocifisso è risalente all'Ottocento, mentre altri elementi decorativi scultorei sono databili intorno al XVI secolo.
Sulla cantoria alle spalle dell'altare maggiore posta a ridosso della parete fondale dell'abside, si trova l'organo a canne della basilica, costruito nel 1973 dalla ditta organaria dei Fratelli Ruffatti riutilizzando la cassa barocca dell'organo costruito nel 1715 dall'organaro Fabrizio Cimino. Lo strumento è a trasmissione elettrica, ed ha consolle indipendente avente due tastiere di 61 note ciascuna e pedaliera concavo-radiale di 32 note. La cassa lignea barocca, riccamente decorata con sculture e rilievi, presenta la mostra divisa in tre campi, all'interno di ciascuno dei quali si trova una cuspide di canne di principale con bocche a mitria.
Ai lati della balaustra marmorea del Fanzago, sono collocati due leoni trecenteschi con vicino a quello di sinistra, un gruppo di tre Virtù che fungendo da cariatidi, innalzano il candelabro del tardo Cinquecento. Questi elementi provengono dallo smembrato monumento funebre di Filippo d'Angiò di Tino di Camaino. Dalla balaustra, infine, due scale elicoidali poste ai lati conducono alla cappella Guevara di Bovino sottostante l'abside, databile intorno alla fine del XVI secolo e su cui è l'accesso centrale della basilica che dà su piazza San Domenico.